# Коламбія (Іллінойс)
Коламбія (англ. Columbia) — місто (англ. city) в США, в округах Монро і Сент-Клер штату Іллінойс. Населення — 10 999 осіб (2020).

## Географія
Коламбія розташована за координатами 38°27′29″ пн. ш. 90°12′58″ зх. д. / 38.45806° пн. ш. 90.21611° зх. д. (38.458057, -90.215995).  За даними Бюро перепису населення США в 2010 році місто мало площу 27,14 км², з яких 26,97 км² — суходіл та 0,17 км² — водойми.

## Демографія
Згідно з переписом 2010 року, у місті мешкало 9707 осіб у 3792 домогосподарствах у складі 2692 родин. Густота населення становила 358 осіб/км².  Було 3977 помешкань (147/км²).
Расовий склад населення:
| - 97,4 % — білих - 0,7 % — азіатів - 0,4 % — чорних або афроамериканців - 0,1 % — корінних американців |

До двох чи більше рас належало 0,9 %. Частка іспаномовних становила 2,0 % від усіх жителів.
За віковим діапазоном населення розподілялося таким чином: 25,0 % — особи молодші 18 років, 60,7 % — особи у віці 18—64 років, 14,3 % — особи у віці 65 років та старші. Медіана віку мешканця становила 39,6 року. На 100 осіб жіночої статі у місті припадало 94,5 чоловіків;  на 100 жінок у віці від 18 років та старших — 89,7 чоловіків також старших 18 років.
Середній дохід на одне домашнє господарство  становив 85 957 доларів США (медіана — 62 708), а середній дохід на одну сім'ю — 104 902 долари (медіана — 90 500). Медіана доходів становила 62 092 долари для чоловіків та 40 841 долар для жінок. За межею бідності перебувало 6,5 % осіб, у тому числі 9,0 % дітей у віці до 18 років та 6,1 % осіб у віці 65 років та старших.
Цивільне працевлаштоване населення становило 5109 осіб. Основні галузі зайнятості: освіта, охорона здоров'я та соціальна допомога — 22,4 %, виробництво — 12,3 %, науковці, спеціалісти, менеджери — 11,6 %.